# Llano Grande, Durango
Llano Grande är en ort i Mexiko.   Den ligger i kommunen Mezquital och delstaten Durango, i den centrala delen av landet, 700 km nordväst om huvudstaden Mexico City. Llano Grande ligger 2 292 meter över havet och antalet invånare är 676.
Terrängen runt Llano Grande är varierad. Runt Llano Grande är det mycket glesbefolkat, med 3 invånare per kvadratkilometer. Llano Grande är det största samhället i trakten. I omgivningarna runt Llano Grande växer huvudsakligen savannskog.